# Katie Taylor
Katie Taylor (ur. 2 lipca 1986) – irlandzka pięściarka, mistrzyni olimpijska, wielokrotna mistrzyni świata oraz Europy amatorek w wadze lekkiej (60 kg).
Jest jedną z najbardziej utytułowanych zawodniczek w historii boksu amatorskiego. Jest mistrzynią olimpijską z 2012 roku, pięciokrotną mistrzynią świata, pięciokrotną triumfatorką mistrzostw Europy, a także czterokrotną mistrzynią Unii Europejskiej (2008–2011) w kategorii 60 kg.
W 2016 roku przeszła na zawodowstwo.